# Liste der denkmalgeschützten Objekte in Hörsching
Die Liste der denkmalgeschützten Objekte in Hörsching enthält die 5 denkmalgeschützten, unbeweglichen Objekte der Gemeinde Hörsching in Oberösterreich (Bezirk Linz-Land).

## Denkmäler
| Foto |                 | Denkmal                                                                   | Standort                               | Beschreibung | Metadaten |
| ---- | --------------- | ------------------------------------------------------------------------- | -------------------------------------- | --- | --- |
| ja   | Datei hochladen | Fliegerhorst Vogler HERIS-ID: 103571 Objekt-ID: 120079                    | Kasernenstraße 15 Standort KG: Neubau  | Der Fliegerhorst wurde 1938 unmittelbar nach dem Anschluss Österreichs als Kampffliegerschule erbaut und 1945 von der US Army besetzt. Im August 1955 kamen zuerst die B-Gendarmerie und dann reguläre Einheiten des neuen Bundesheeres in die Kaserne. Ende 1957 begann dann der militärische Flugbetrieb. | BDA-Hist.: Q1267464 Status: § 2a Stand der BDA-Liste: 2025-06-30 Name: Fliegerhorst Vogler GstNr.: 3039, 3021 Fliegerhorst Vogler                    |
| ja   | Datei hochladen | Fundzone Neubau HERIS-ID: 111800 Objekt-ID: 129810seit 2012               | Hörschinger Wiesen Standort KG: Neubau | Archäologische Untersuchungen vor der Durchführung des Straßenprojektes „B1-Umfahrung Neubau“ brachten Nachweise für eine Besiedelung des Areals in der mittleren und jüngeren Latènezeit. Es fanden sich Spuren von hölzernen Ständerbauten, Grubenhäusern, Öfen und Brunnen, sowie eine Menge von Keramikbruchstücken, Mühlsteinen und weiteren Gegenständen des täglichen Gebrauchs jener Zeit. Hervorzuheben sind die Funde von über einhundert keltischer Münzen und eines bronzenen Amulettanhängers mit Widderköpfen. Dass das Gelände bis in die Spätantike begangen wurde, belegen unter anderem verstreute Funde kaiserzeitlicher Münzen. | BDA-Hist.: Q37826798 Status: Bescheid Stand der BDA-Liste: 2025-06-30 Name: Fundzone Neubau GstNr.: 1429/1, 1429/3, 1426, 1429/2, 1429/4, 1428, 1427 |
| ja   | Datei hochladen | Kath. Pfarrkirche hl. Jakob und Friedhof HERIS-ID: 18868 Objekt-ID: 15163 | Brucknerplatz 1 Standort KG: Neubau    | Erste Belege für eine einschiffige romanische Kirche gibt es vom Ende des 12. Jahrhunderts. Von diesem Bau sind noch einige Elemente erhalten. Um 1300 und in der Mitte des 15. Jahrhunderts vergrößerte man die Kirche. Während des zweiten Umbaus errichtete man auch den vorerst freistehenden Turm. Nach einem Brand des Ortes Hörsching im Jahre 1771 musste das Gewölbe des Presbyteriums abgetragen und erneuert werden. Der heutige Grundriss und Aufbau entspricht dem des Umbaus von 1867: ein vierschiffiges Langhaus, davon ist der Mittelteil überhöht und zweischiffig. Die beiden Seitenschiffe wurden vermutlich 1464 angebaut. Der Chor hat ein Stichkappentonnengewölbe. Der Turm ist heute in den Baukörper integriert und hat einen Zwiebelhelm von 1807. Der Hochaltar ist spätbarock, die Kanzel neugotisch. An der Südwestseite und am Turm sind zwei von fünf beim Umbau 1867 gefundenen römische Reliefsteine eingemauert. Bei Renovierungsarbeiten (1979 bis 1981) legte man unter anderem gotische Fresken und Renaissancemalereien frei. Am Friedhof stehen die Figuren des hl. Johannes von Nepomuk und der Maria Immaculata aus den ersten Drittel des 18. Jahrhunderts. | BDA-Hist.: Q23541802 Status: § 2a Stand der BDA-Liste: 2025-06-30 Name: Kath. Pfarrkirche hl. Jakob und Friedhof GstNr.: .92, 1243/1, .93, 1242/1    |
| ja   | Datei hochladen | Mesnerhaus, ehem. Schule HERIS-ID: 18884 Objekt-ID: 15180                 | Brucknerplatz 1 Standort KG: Neubau    | Für das Mesnerhaus von Hörsching ist belegt, dass der Komponist Anton Bruckner hier ab 1853 zwei Jahre bei seinem Vetter Johann Baptist Weiß wohnte und seinen ersten Unterricht in Generalbass und Orgelspiel erhielt. | BDA-Hist.: Q37846123 Status: § 2a Stand der BDA-Liste: 2025-06-30 Name: Mesnerhaus, ehem. Schule GstNr.: .91                                         |
| ja   | Datei hochladen | Pfarrhof-Anlage HERIS-ID: 18877 Objekt-ID: 15173                          | Neubauer Straße 2 Standort KG: Neubau  | | BDA-Hist.: Q37846100 Status: § 2a Stand der BDA-Liste: 2025-06-30 Name: Pfarrhof-Anlage GstNr.: .83, .85/3, .85/1, 1308/3                            |